# Propeller Arena
 (mars 2015).
Si vous disposez d'ouvrages ou d'articles de référence ou si vous connaissez des sites web de qualité traitant du thème abordé ici, merci de compléter l'article en donnant les références utiles à sa vérifiabilité et en les liant à la section « Notes et références ».
Propeller Arena: Aviation Battle Championship est un jeu vidéo développé par Sega-AM2 sur la console Dreamcast mais jamais mis en vente. La raison de son annulation est sans doute liée aux attentats du 11 septembre 2001, le jeu consistant en des combats aériens au milieu de gratte-ciel. Initialement prévu pour novembre 2001, Sega a dans un premier temps repoussé la sortie du jeu mais à la suite de l'arrêt de production de la Dreamcast, elle décida finalement de l'annuler. Toutefois, une version pré-commerciale (Gold) du jeu circule sur internet et les fans de la Dreamcast ont pu se la procurer.

## Système de jeu
Le jeu est en fait une sorte de Doom-like aérien. Aux commandes d'appareils tels le Spitfire ou le Mustang, 6 combattants doivent faire le meilleur score en un temps limité.
De nombreuses figures sont possibles, telles des vrilles ou des loopings, grâce à des combinaisons à la manette.